# Pareuptychia
Pareuptychia é um gênero de borboletas que habitam as florestas úmidas da América do Sul.